# Saint-Alexis-des-Monts
Pour les articles homonymes, voir Saint-Alexis.
Saint-Alexis-des-Monts est une municipalité de paroisse au Québec. Capitale de la truite mouchetée, elle située dans la municipalité régionale de comté de Maskinongé et la région administrative de la Mauricie.

## Toponymie
Elle est nommée en l'honneur de Alexis Lefebvre Boulanger, un cultivateur ayant donné le terrain où a été construite la chapelle du village en 1867. Ce même terrain accueille aujourd'hui l'église, construite en 1884. De plus, le nom de la municipalité vient du fait qu'elle est située très près des montagnes des Laurentides.

## Histoire
- 1877 : Constitution de la municipalité de paroisse de Saint-Alexis-des-Monts à partir de territoires non-organisés.
- 1973 : Constitution de la municipalité de Belleau à partir de territoires non-organisés.
- 21 avril 1984 : Fusion entre Saint-Alexis-des-Monts et Belleau pour devenir la municipalité de paroisse de Saint-Alexis-des-Monts
- 9 décembre 1995 : Saint-Alexis-des-Monts annexe les territoires non-organisés de Lac-Marcotte et de Lac-au-Sorcier.

## Géographie
Le village est situé à la confluence de la rivières du Loup et de la Rivière Sacacomie et autour du lac Saint-Alexis (d). À la suite de l'annexion des territoires non organisés de Lac-Marcotte et de Lac-au-Sorcier en 1995, elle occupe une superficie de 763 km2.

## Démographie
| 1991  | 1996  | 2001  | 2006  | 2011  | 2016  | 2021  |
| ----- | ----- | ----- | ----- | ----- | ----- | ----- |
| 2 745 | 2 741 | 2 909 | 3 118 | 3 046 | 2 981 | 2 999 |

## Administration
Les élections municipales se font en bloc pour le maire et les six conseillers.
| Saint-Alexis-des-Monts Maires depuis 2003                                                                            |                     |         |          |
| Élection | Maire               | Qualité | Résultat |
| 2003 | Jean-Paul Diamond   |         | Voir     |
| 2005 | Jean-Paul Diamond   | Voir    |          |
| n/d | Madeleine L. Robert |         | Voir     |
| 2009 | Madeleine L. Robert | Voir    |          |
| 2013 | Michel Bourassa     |         | Voir     |
| 2017 | Michel Bourassa     | Voir    |          |
| 2021 | Michel Bourassa     | Voir    |          |
| Élection partielle en italique Depuis 2005, les élections sont simultanées dans toutes les municipalités québécoises |                     |         |          |

## Galerie d'images

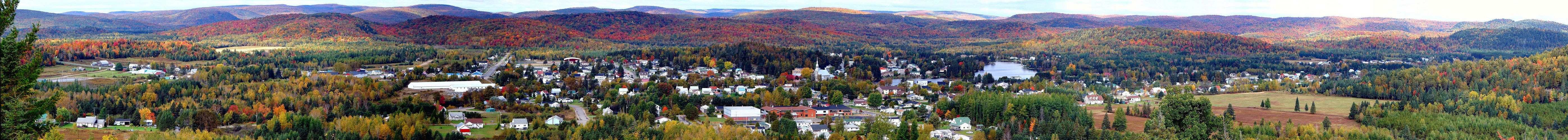
La municipalité à l'automne 2008.

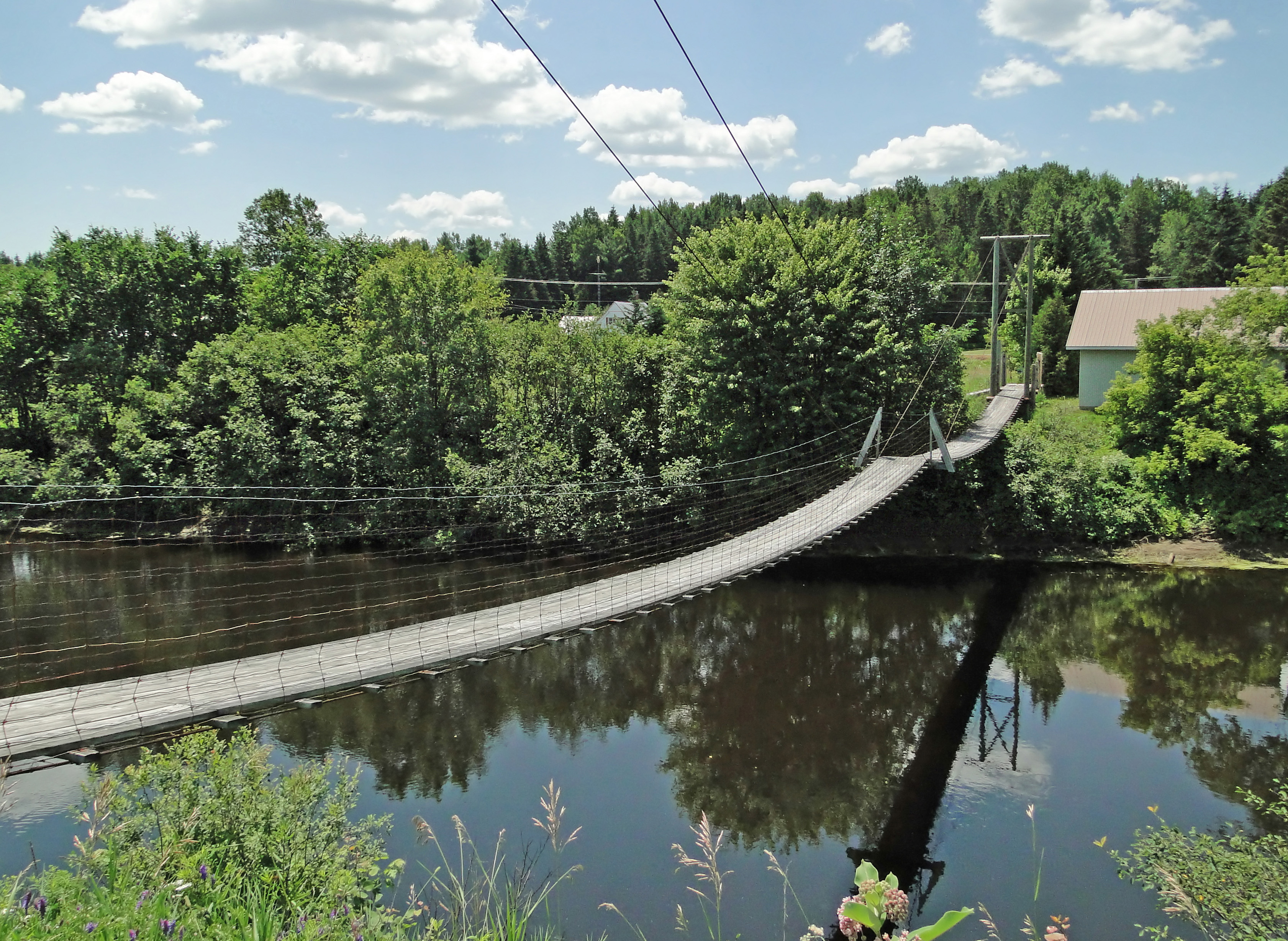
Le pont de broche sur la Rivière du Loup, construit pour la première fois en 1906.